# مؤشر التنمية البشرية
| عالية جدًا (0.800–1.000) عالية (0.700–0.799) متوسطة (0.555–0.699) منخفضة (0.350–0.554) بيانات غير متوفرة |

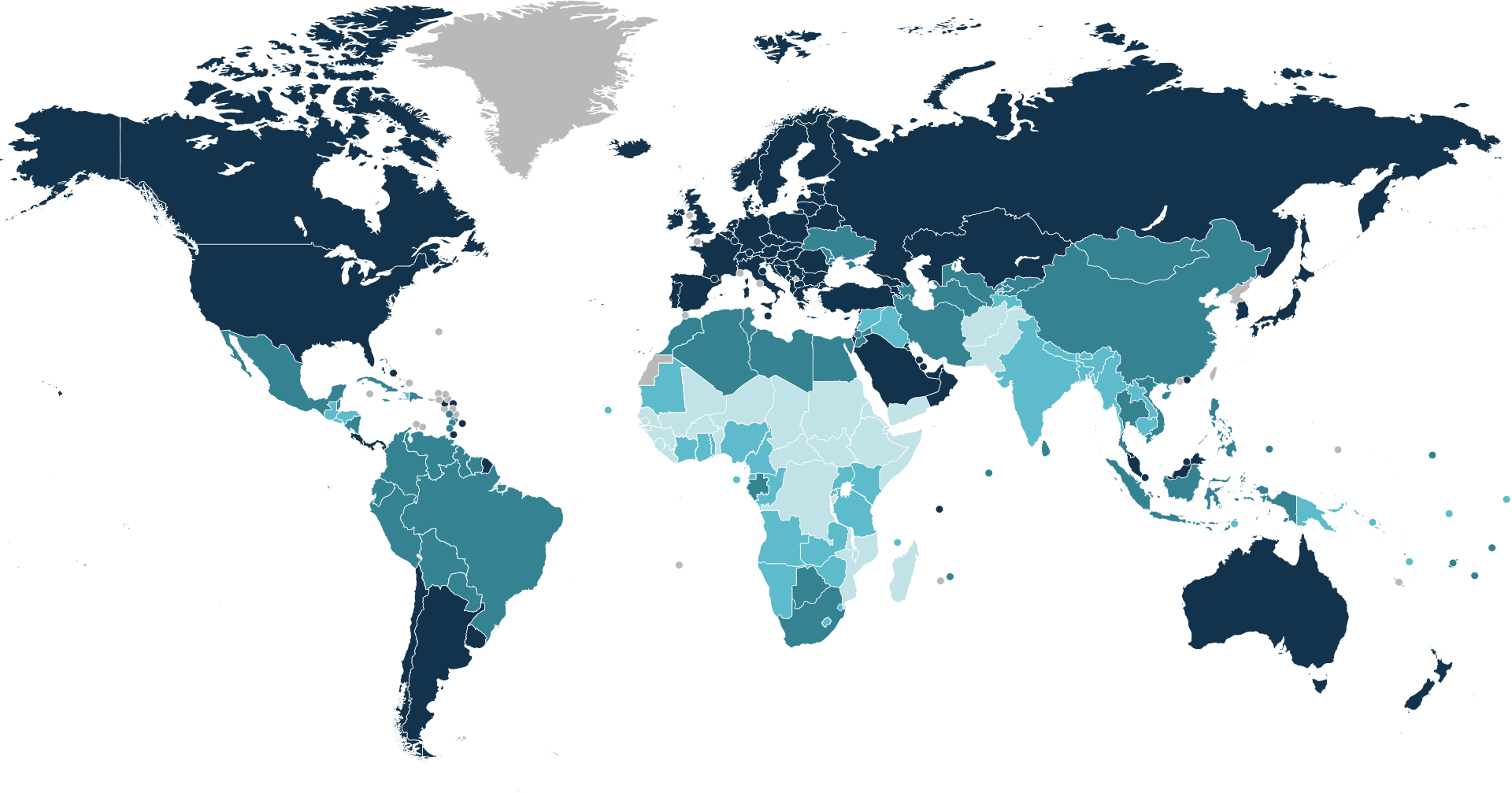
خريطة عالمية تشير إلى مؤشر التنمية البشرية (2023) وفقًا للأمم المتحدة.

مؤشر التنمية البشرية (بالإنجليزية: Human Development Index HDI) هو مؤشر ابتكرته هيئة الأمم المتحدة يشير إلى مستوى رفاهية الشعوب في العالم. وتصدر له تقريرا سنويا منذ عام 1990 وما يقوم برنامج التطوير للأمم المتحدة (UNDP) بغرض تنمية الدول وتحسين أوضاع المواطنين في الدول المختلفة.
يُقاس مؤشر التنمية البشرية وفقا لثلاثة معطيات هي متوسط العمر المتوقع عند الولادة، متوسط سنوات الدراسة المتوقع، والقدرة الشرائية للفرد.
قام بابتكار هذا المؤشر عالم الاقتصاد الباكستاني محبوب الحق، وساعده في ذلك عالم الاقتصاد الهندي أماريتا سين الحاصل على جائزة نوبل في الاقتصاد والعالم البريطاني «ماغاند ديساي».
بناءً على طلب من الهند في منتصف التسعينيات فقد لغي إصدار هذا التقرير من الأمم المتحدة.
مؤشر التنمية البشرية (HDI) هو مؤشر مركب إحصائي لمتوسط العمر المتوقع، والتعليم (متوسط سنوات الدراسة المكتملة والسنوات المتوقعة من الدراسة عند الدخول في نظام التعليم)، ومؤشرات دخل الفرد، والتي تُستخدم لتصنيف البلدان إلى أربعة مستويات للتنمية البشرية. يسجل بلد ما أعلى مؤشر HDI عندما يكون العمر أعلى، ومستوى التعليم أعلى، ونصيب الفرد من الدخل القومي الإجمالي (PPP) أعلى.
تم تطويره من قبل الاقتصادي الباكستاني محبوب الحق واستخدم كذلك لقياس تطور البلد من قبل مكتب تقرير التنمية البشرية التابع لبرنامج الأمم المتحدة الإنمائي.
قدم تقرير التنمية البشرية لعام 2010 مؤشر التنمية البشرية المعدل حسب اللامساواة. في حين أن دليل التنمية البشرية البسيط يظل مفيدًا، فقد ذكر أن «مؤشر التنمية البشرية هو المستوى الفعلي للتنمية البشرية (المحاسبة عن عدم المساواة)، في حين يمكن النظر إلى دليل التنمية البشرية كمؤشر للتنمية البشرية» المحتملة «(أو الحد الأقصى لمستوى دليل التنمية البشرية) يمكن تحقيقه إذا لم يكن هناك تفاوت».
يعتمد المؤشر على نهج التنمية البشرية، الذي طوره محبوب الحق، وغالبًا ما يتم تأطيره من حيث ما إذا كان الناس قادرين على «أن يكونوا» و «يفعلون» أشياء مرغوبة في الحياة. ومن الأمثلة على ذلك - أن تكون: تغذية جيدة، محمية، صحية؛ القيام: العمل، التعليم، التصويت، المشاركة في الحياة المجتمعية. تعتبر حرية الاختيار أمرًا أساسيًا - فالفرد يختار أن يكون جائعًا (كما هو الحال أثناء الصوم الديني) يختلف تمامًا عن الشخص الجائع لأنه لا يستطيع شراء الطعام، أو لأن البلد في حالة مجاعة.
لا يأخذ المؤشر في الاعتبار عدة عوامل، مثل نصيب الفرد من صافي الثروة أو الجودة النسبية للسلع في بلد ما. يميل هذا الوضع إلى انخفاض ترتيب بعض البلدان الأكثر تقدمًا، مثل أعضاء مجموعة الدول الصناعية السبعG7 وغيرها.

خريطة العالم للدول حسب فئات مؤشر التنمية البشرية بزيادات قدرها 0.050 (بناءً على بيانات 2023 المنشورة في عام 2025).

| ≥ 0.900 0.850–0.899 0.800–0.849 0.750–0.799 0.700–0.749 | 0.650–0.699 0.600–0.649 0.550–0.599 0.500–0.549 0.450–0.499 | 0.400–0.449 ≤ 0.399 Data unavailable |

## أصل
توجد أصول دليل التنمية البشرية في تقارير التنمية البشرية السنوية التي يصدرها مكتب تقرير التنمية البشرية التابع لبرنامج الأمم المتحدة الإنمائي. وقد ابتكرها وأطلقها الخبير الاقتصادي الباكستاني محبوب الحق في عام 1990، وكان الغرض الواضح منها «تحويل تركيز اقتصاديات التنمية من محاسبة الدخل القومي إلى السياسات التي تركز على الناس». يعتقد حق أن هناك حاجة إلى مقياس مركب بسيط للتنمية البشرية لإقناع الجمهور والأكاديميين والسياسيين بأنهم يستطيعون ويجب عليهم تقييم التنمية ليس فقط من خلال التقدم الاقتصادي ولكن أيضًا من خلال تحسين رفاهية الإنسان.

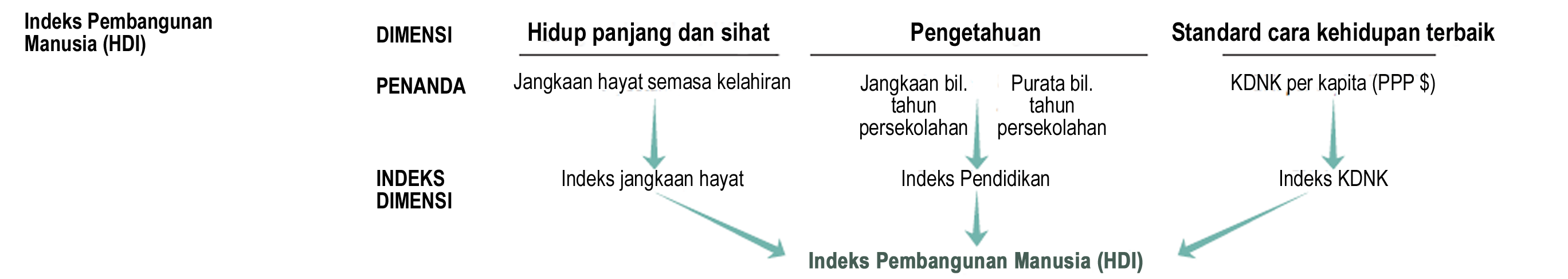
المبادئ الأساسية وراء مؤشر التنمية البشرية.

## الأبعاد والحساب

### طريقة جديدة (2010 HDI وما بعده)
نُشر في 4 نوفمبر 2010 (وتم تحديثه في 10 يونيو 2011)، حسب تقرير التنمية البشرية لعام 2010 مؤشر التنمية البشرية الذي يجمع بين ثلاثة أبعاد:
- حياة طويلة وصحية: متوسط العمر المتوقع عند الولادة
- مؤشر التعليم: متوسط سنوات الدراسة وسنوات الدراسة المتوقعة
- مستوى معيشي لائق: نصيب الفرد من الدخل القومي الإجمالي (تعادل القدرة الشرائية بالدولار الدولي) في تقرير التنمية البشرية لعام 2010، بدأ برنامج الأمم المتحدة الإنمائي في استخدام طريقة جديدة لحساب مؤشر التنمية البشرية. يتم استخدام المؤشرات الثلاثة التالية:

1. مؤشر العمر المتوقع (LEI) {\displaystyle {\frac {{\textrm {LE}}-20}{85-20}}=} (بالإنجليزية: Life Expectancy Index)
LEI هو 1 عندما يكون العمر المتوقع عند الولادة 85 و 0 عندما يكون العمر المتوقع عند الولادة 20.
2. مؤشر التعليم (EI) {\displaystyle {\frac {{\textrm {MYSI}}+{\textrm {EYSI}}}{2}}=} (بالإنجليزية: Education Index)
2.1 مؤشر متوسط سنوات الدراسة (MYSI) {\displaystyle {\frac {\textrm {MYS}}{15}}=} (بالإنجليزية: Mean Years of Schooling Index)
خمسة عشر هو الحد الأقصى المتوقع لهذا المؤشر لعام 2025.
2.2 مؤشر سنوات الدراسة المتوقعة (EYSI) = {\displaystyle {\frac {\textrm {EYS}}{18}}} (بالإنجليزية: Expected Years of Schooling Index)
ثمانية عشر تعادل الحصول على درجة الماجستير في معظم البلدان.
3. مؤشر الدخل (II)= {\displaystyle {\frac {\ln({\textrm {GNIpc}})-\ln(100)}{\ln(75,000)-\ln(100)}}} (بالإنجليزية: Income Index)
II تساوي 1 عندما يكون نصيب الفرد من الدخل القومي الإجمالي 75000 دولارًا أمريكيًا وصفرًا عندما يكون نصيب الفرد من الدخل القومي الإجمالي 100 دولار أمريكي.
أخيرًا، مؤشر التنمية البشرية هو المتوسط الهندسي للمؤشرات القياسية الثلاثة السابقة:
{\displaystyle {\textrm {HDI}}={\sqrt[{3}]{{\textrm {LEI}}\cdot {\textrm {EI}}\cdot {\textrm {II}}}}.}
LE: متوسط العمر المتوقع عند الولادة
MYS: متوسط سنوات الدراسة (أي السنوات التي قضاها الشخص البالغ من العمر 25 عامًا أو أكثر في التعليم الرسمي)
EYS: سنوات الدراسة المتوقعة (أي إجمالي سنوات الدراسة المتوقعة للأطفال دون سن 18 عامًا)
الدخل القومي الإجمالي (GNIpc): الدخل القومي الإجمالي حسب تعادل القوة الشرائية للفرد

### الطريقة القديمة (HDI قبل 2010)
جمع مؤشر التنمية البشرية بين ثلاثة أبعاد استخدمت آخر مرة في تقريره لعام 2009:
متوسط العمر المتوقع عند الولادة، كمؤشر لصحة السكان وطول العمر بالنسبة لمؤشر التنمية البشرية
المعرفة والتعليم، مقاسة بمعدل معرفة القراءة والكتابة للبالغين (مع ترجيح الثلثين) ونسبة الالتحاق الإجمالية المجمعة في الابتدائي والثانوي والعالي (مع ترجيح الثلث).
مستوى المعيشة، كما يتضح من اللوغاريتم الطبيعي لنصيب الفرد من الناتج المحلي الإجمالي عند تعادل القوة الشرائية

.
| منظمة التعاون الاقتصادي والتنمية أوروبا (ليس في منظمة التعاون الاقتصادي والتنمية OECD) , و رابطة الدول المستقلة CIS أمريكا اللاتينية and the الكاريبي شرق آسيا | جامعة الدول العربية جنوب آسيا أفريقيا جنوب الصحراء |

اتجاهات مؤشر التنمية البشرية بين عامي 1975 و 2004

تم استخدام هذه المنهجية من قبل برنامج الأمم المتحدة الإنمائي حتى تقرير عام 2011.
تم إصدار الصيغة التي تحدد دليل التنمية البشرية من قبل برنامج الأمم المتحدة الإنمائي (UNDP).
عمومًا، لتحويل متغير (index) خام، على سبيل المثال {\displaystyle x}، في فهرس بدون وحدة بين 0 و 1 (مما يسمح بإضافة مؤشرات مختلفة معًا)، يتم استخدام الصيغة التالية:
- {\displaystyle x{\text{ index}}={\frac {x-a}{b-a}}}

حيث أن {\displaystyle a} و{\displaystyle b}  هي القيم الأدنى والأعلى للمتغير {\displaystyle x}   يمكن أن تحقق، على التوالي.
- مؤشر التنمية البشرية = {\displaystyle {\frac {LE-25}{85-25}}}
- مؤشر التعليم = {\displaystyle {\frac {2}{3}}\times ALI+{\frac {1}{3}}\times GEI}
  - مؤشر محو أمية الكبار (ALI) = {\displaystyle {\frac {ALR-0}{100-0}}}
  - معدل التسجيل الإجمالي (GEI) = {\displaystyle {\frac {CGER-0}{100-0}}}
- GDP = {\displaystyle {\frac {\log \left(GDPpc\right)-\log \left(100\right)}{\log \left(40000\right)-\log \left(100\right)}}}

## مؤشر التنمية البشرية 2019 (تقرير 2020)
صدر تقرير التنمية البشرية 2020 الصادر عن برنامج الأمم المتحدة الإنمائي في 15 ديسمبر 2020، ويحسب قيم دليل التنمية البشرية بناءً على البيانات التي تم جمعها في عام 2019. صدر تقرير التنمية البشرية 2020 الصادر عن برنامج الأمم المتحدة الإنمائي في 15 ديسمبر 2020، ويحسب قيم دليل التنمية البشرية بناءً على البيانات التي تم جمعها في عام 2019. وتشمل القائمة البلدان والأقاليم ذات التنمية البشرية المرتفعة للغاية:
- = زيادة
- = ثبات.
- ▼ = انخفاض.

| ترتيب                    | ترتيب                          | أو الإقليم               | HDI                      | HDI                                                  |
| بيانات 2019 (تقرير 2020) | التغيير على مدى 5 سنوات (2014) | أو الإقليم               | بيانات 2019 (تقرير 2020) | متوسط النمو السنوي لمؤشر التنمية البشرية (2010-2019) |
| ------------------------ | ------------------------------ | ------------------------ | ------------------------ | ---------------------------------------------------- |
| 1                        | 0.000 !                        | النرويج                  | 0.957                    | 0.20%                                                |
| 2                        | (7)                            | جمهورية أيرلندا          | 0.955                    | 0.65%                                                |
| 2                        | 0.000 !                        | سويسرا                   | 0.955                    | 0.16%                                                |
| 4                        | (7)                            | هونغ كونغ                | 0.949                    | 0.54%                                                |
| 4                        | (4)                            | آيسلندا                  | 0.949                    | 0.62%                                                |
| 6                        | ▼ (3)                          | ألمانيا                  | 0.947                    | 0.24%                                                |
| 7                        | ▼ (3)                          | السويد                   | 0.945                    | 0.41%                                                |
| 8                        | ▼ (2)                          | أستراليا                 | 0.944                    | 0.17%                                                |
| 8                        | ▼ (1)                          | هولندا                   | 0.944                    | 0.32%                                                |
| 10                       | ▼ (6)                          | الدنمارك                 | 0.940                    | 0.28%                                                |
| 11                       | ▼ (2)                          | فنلندا                   | 0.938                    | 0.26%                                                |
| 11                       | 0.000 !                        | سنغافورة                 | 0.938                    | 0.35%                                                |
| 13                       | 0.000 !                        | المملكة المتحدة          | 0.932                    | 0.24%                                                |
| 14                       | (1)                            | بلجيكا                   | 0.931                    | 0.25%                                                |
| 14                       | (3)                            | نيوزيلندا                | 0.931                    | 0.30%                                                |
| 16                       | ▼ (1)                          | كندا                     | 0.929                    | 0.34%                                                |
| 17                       | ▼ (3)                          | الولايات المتحدة         | 0.926                    | 0.12%                                                |
| 18                       | 0.000 !                        | النمسا                   | 0.922                    | 0.22%                                                |
| 19                       | (1)                            | إسرائيل                  | 0.919                    | 0.29%                                                |
| 19                       | (2)                            | اليابان                  | 0.919                    | 0.39%                                                |
| 19                       | 0.000 !                        | ليختنشتاين               | 0.919                    | 0.18%                                                |
| 22                       | (2)                            | سلوفينيا                 | 0.917                    | 0.35%                                                |
| 23                       | ▼ (1)                          | كوريا الجنوبية           | 0.916                    | 0.33%                                                |
| 23                       | 0.000 !                        | لوكسمبورغ                | 0.916                    | 0.22%                                                |
| 0.911 !                  |                                | European Union           | 0.911                    |                                                      |
| 25                       | (1)                            | إسبانيا                  | 0.904                    | 0.40%                                                |
| 26                       | ▼ (1)                          | فرنسا                    | 0.901                    | 0.28%                                                |
| 27                       | ▼ (1)                          | التشيك                   | 0.900                    | 0.38%                                                |
| 28                       | (2)                            | مالطا                    | 0.895                    | 0.54%                                                |
| 29                       | (2)                            | إستونيا                  | 0.892                    | 0.51%                                                |
| 29                       | ▼ (1)                          | إيطاليا                  | 0.892                    | 0.16%                                                |
| 31                       | (6)                            | الإمارات العربية المتحدة | 0.890                    | 0.91%                                                |
| 32                       | ▼ (3)                          | اليونان                  | 0.888                    | 0.29%                                                |
| 33                       | 0.000 !                        | قبرص                     | 0.887                    | 0.40%                                                |
| 34                       | 0.000 !                        | ليتوانيا                 | 0.882                    | 0.66%                                                |
| 35                       | 0.000 !                        | بولندا                   | 0.880                    | 0.52%                                                |
| 36                       | ▼ (4)                          | أندورا                   | 0.868                    | 0.40%                                                |
| 37                       | (3)                            | لاتفيا                   | 0.866                    | 0.55%                                                |
| 38                       | ▼ (1)                          | البرتغال                 | 0.864                    | 0.46%                                                |
| 39                       | ▼ (2)                          | سلوفاكيا                 | 0.860                    | 0.38%                                                |
| 40                       | (1)                            | المجر                    | 0.854                    | 0.30%                                                |
| 40                       | ▼ (4)                          | السعودية                 | 0.854                    | 0.60%                                                |
| 42                       | (6)                            | البحرين                  | 0.852                    | 0.70%                                                |
| 43                       | 0.000 !                        | تشيلي                    | 0.851                    | 0.65%                                                |
| 43                       | (2)                            | كرواتيا                  | 0.851                    | 0.48%                                                |
| 45                       | 0.000 !                        | قطر                      | 0.848                    | 0.19%                                                |
| 46                       | ▼ (2)                          | الأرجنتين                | 0.845                    | 0.21%                                                |
| 47                       | ▼ (6)                          | بروناي                   | 0.838                    | 0.15%                                                |
| 48                       | (2)                            | الجبل الأسود             | 0.829                    | 0.37%                                                |
| 49                       | (2)                            | رومانيا                  | 0.828                    | 0.31%                                                |
| 50                       | ▼ (3)                          | بالاو                    | 0.826                    | 0.55%                                                |
| 51                       | (7)                            | كازاخستان                | 0.825                    | 0.86%                                                |
| 52                       | (1)                            | Russian Federation       | 0.824                    | 0.60%                                                |
| 53                       | ▼ (4)                          | بيلاروسيا                | 0.823                    | 0.39%                                                |
| 54                       | (5)                            | تركيا                    | 0.820                    | 1.16%                                                |
| 55                       | (1)                            | أوروغواي                 | 0.817                    | 0.49%                                                |
| 56                       | ▼ (2)                          | بلغاريا                  | 0.816                    | 0.39%                                                |
| 57                       | (5)                            | بنما                     | 0.815                    | 0.58%                                                |
| 58                       | ▼ (3)                          | باهاماس                  | 0.814                    | 0.12%                                                |
| 58                       | ▼ (6)                          | باربادوس                 | 0.814                    | 0.23%                                                |
| 60                       | ▼ (3)                          | سلطنة عمان               | 0.813                    | 0.43%                                                |
| 61                       | (7)                            | جورجيا                   | 0.812                    | 0.87%                                                |
| 62                       | ▼ (3)                          | كوستاريكا                | 0.810                    | 0.64%                                                |
| 62                       | (1)                            | ماليزيا                  | 0.810                    | 0.54%                                                |
| 64                       | ▼ (5)                          | الكويت                   | 0.806                    | 0.25%                                                |
| 64                       | (3)                            | صربيا                    | 0.806                    | 0.57%                                                |
| 66                       | ▼ (2)                          | موريشيوس                 | 0.804                    | 0.76%                                                |

### دليل التنمية البشرية المعدل حسب اللامساواة (تقرير 2020)
مؤشر التنمية البشرية المعدل حسب اللامساواة (IHDI) "يساوي مؤشر التنمية البشرية عندما لا يكون هناك عدم مساواة بين الناس ولكنه أقل من مؤشر التنمية البشرية مع زيادة عدم المساواة. وبهذا المعنى، فإن IHDI هو المستوى الفعلي للتنمية البشرية (الذي يمثل هذا التفاوت)، بينما يمكن اعتبار مؤشر التنمية البشرية مؤشرًا للتنمية البشرية "المحتملة«(أو الحد الأقصى لمستوى HDI) الذي يمكن تحقيقه إذا كان هناك لا عدم المساواة. تُعطى» الخسارة«في التنمية البشرية المحتملة بسبب عدم المساواة من خلال الفرق بين دليل التنمية البشرية و IHDI ويمكن التعبير عنها كنسبة مئوية.» وتشمل القائمة البلدان والأقاليم ذات التنمية البشرية العالية والعالية للغاية:
| Rank | Country            | 2019 estimates (2020 report) | 2019 estimates (2020 report) | 2019 estimates (2020 report) | 2019 estimates (2020 report) |
| Rank | Country            | IHDI                         | HDI                          | الخسارة الإجمالية (٪)        | النمو منذ 2010               |
| ---- | ------------------ | ---------------------------- | ---------------------------- | ---------------------------- | ---------------------------- |
| 1    | النرويج            | 0.899                        | 0.957                        | 6.1                          | 0.021                        |
| 2    | آيسلندا            | 0.894                        | 0.949                        | 5.8                          | 0.055                        |
| 3    | سويسرا             | 0.889                        | 0.955                        | 6.9                          | 0.015                        |
| 4    | فنلندا             | 0.888                        | 0.938                        | 5.3                          | 0.040                        |
| 5    | جمهورية أيرلندا    | 0.885                        | 0.955                        | 7.3                          | 0.066                        |
| 6    | الدنمارك           | 0.883                        | 0.940                        | 6.1                          | 0.025                        |
| 7    | السويد             | 0.882                        | 0.945                        | 6.7                          | 0.033                        |
| 8    | هولندا             | 0.878                        | 0.944                        | 7.0                          | 0.036                        |
| 9    | سلوفينيا           | 0.875                        | 0.917                        | 4.6                          | 0.047                        |
| 10   | ألمانيا            | 0.869                        | 0.947                        | 8.2                          | 0.016                        |
| 11   | أستراليا           | 0.867                        | 0.944                        | 8.2                          | 0.011                        |
| 12   | التشيك             | 0.860                        | 0.900                        | 4.4                          | 0.042                        |
| 13   | بلجيكا             | 0.859                        | 0.931                        | 7.7                          | 0.026                        |
| 14   | نيوزيلندا          | 0.859                        | 0.931                        | 7.7                          | NA                           |
| 15   | النمسا             | 0.857                        | 0.922                        | 7.0                          | 0.021                        |
| 16   | المملكة المتحدة    | 0.856                        | 0.932                        | 8.2                          | 0.032                        |
| 17   | كندا               | 0.848                        | 0.929                        | 8.7                          | 0.025                        |
| 18   | اليابان            | 0.843                        | 0.919                        | 8.3                          | 0.053                        |
| 19   | إستونيا            | 0.829                        | 0.882                        | 7.1                          | 0.051                        |
| 20   | لوكسمبورغ          | 0.826                        | 0.916                        | 9.8                          | 0.009                        |
| 21   | هونغ كونغ          | 0.824                        | 0.949                        | 13.2                         | NA                           |
| 22   | مالطا              | 0.823                        | 0.895                        | 8.0                          | 0.033                        |
| 23   | فرنسا              | 0.820                        | 0.901                        | 9.0                          | 0.022                        |
| 24   | كوريا الجنوبية     | 0.815                        | 0.916                        | 11.0                         | 0.074                        |
| 25   | إسرائيل            | 0.814                        | 0.919                        | 11.4                         | 0.031                        |
| 26   | سنغافورة           | 0.813                        | 0.938                        | 13.3                         | NA                           |
| 26   | بولندا             | 0.813                        | 0.880                        | 7.6                          | 0.063                        |
| 28   | الولايات المتحدة   | 0.808                        | 0.926                        | 12.7                         | ▼ 0.004                      |
| 29   | سلوفاكيا           | 0.807                        | 0.860                        | 6.2                          | 0.032                        |
| 30   | قبرص               | 0.805                        | 0.887                        | 9.2                          | 0.048                        |
| 31   | المجر              | 0.791                        | 0.854                        | 7.4                          | 0.032                        |
| 31   | ليتوانيا           | 0.791                        | 0.882                        | 10.3                         | 0.055                        |
| 31   | اليونان            | 0.791                        | 0.888                        | 10.9                         | 0.014                        |
| 34   | إيطاليا            | 0.783                        | 0.892                        | 12.2                         | 0.010                        |
| 34   | لاتفيا             | 0.783                        | 0.866                        | 9.6                          | 0.050                        |
| 34   | كرواتيا            | 0.783                        | 0.851                        | 8.0                          | 0.092                        |
| 34   | إسبانيا            | 0.783                        | 0.904                        | 13.4                         | ▼ 0.004                      |
| 38   | بيلاروسيا          | 0.771                        | 0.823                        | 6.3                          | 0.050                        |
| 39   | كازاخستان          | 0.766                        | 0.825                        | 7.2                          | 0.105                        |
| 40   | البرتغال           | 0.761                        | 0.850                        | 12.7                         | 0.031                        |
| 41   | الجبل الأسود       | 0.749                        | 0.829                        | 9.7                          | 0.026                        |
| 42   | Russian Federation | 0.740                        | 0.824                        | 10.2                         | 0.049                        |
| 43   | رومانيا            | 0.730                        | 0.828                        | 11.8                         | 0.022                        |
| 44   | الأرجنتين          | 0.729                        | 0.845                        | 13.7                         | 0.063                        |
| 45   | أوكرانيا           | 0.728                        | 0.779                        | 6.4                          | 0.035                        |
| 46   | بلغاريا            | 0.721                        | 0.816                        | 11.6                         | 0.022                        |
| 47   | جورجيا             | 0.716                        | 0.812                        | 11.8                         | 0.093                        |
| 48   | أوروغواي           | 0.712                        | 0.817                        | 12.7                         | 0.055                        |
| 49   | تشيلي              | 0.709                        | 0.851                        | 16.7                         | 0.058                        |
| 50   | ألبانيا            | 0.708                        | 0.795                        | 10.9                         | 0.058                        |
| 51   | سلطنة عمان         | 0.706                        | 0.813                        | 13.2                         | NA                           |
| 52   | صربيا              | 0.705                        | 0.806                        | 12.5                         | 0.021                        |

## الدول الكبرى السابقة
تعرض القائمة أدناه الدولة الأعلى تصنيفًا من كل عام من مؤشر التنمية البشرية. احتلت النرويج المرتبة الأعلى ستة عشر مرة، وكندا ثماني مرات، واليابان وأيسلندا مرتين.

### في كل HDI أصلي
تمثل السنة الفترة الزمنية التي تم اشتقاق إحصائيات المؤشر منها. بين قوسين هو العام الذي تم فيه نشر التقرير.
| - 2019 (2020): النرويج - 2018 (2019): النرويج - 2017 (2018): النرويج - 2015 (2016): النرويج - 2014 (2015): النرويج - 2013 (2014): النرويج - 2012 (2013): النرويج | - 2011 (2011): النرويج - 2010 (2010): النرويج - 2007 (2009): النرويج - 2006 (2008): آيسلندا - 2005 (2007): آيسلندا - 2004 (2006): النرويج - 2003 (2005): النرويج | - 2002 (2004): النرويج - 2001 (2003): النرويج - 2000 (2002): النرويج - 1999 (2001): النرويج - 1998 (2000): كندا - 1997 (1999): كندا - 1995 (1998): كندا | - 1994 (1997): كندا - 1993 (1996): كندا - 1992 (1995): كندا - ???? (1994): كندا - ???? (1993): اليابان - 1990 (1992): كندا - 1990 (1991): اليابان |

## التغطية الجغرافية
وسع مؤشر التنمية البشرية تغطيته الجغرافية: نشر ديفيد هاستينغز، من لجنة الأمم المتحدة الاقتصادية والاجتماعية لآسيا والمحيط الهادئ، تقريرًا يوسع جغرافيًا مؤشر التنمية البشرية ليشمل أكثر من 230 اقتصادًا، في حين أن دليل التنمية البشرية لبرنامج الأمم المتحدة الإنمائي لعام 2009 يعدد 182 اقتصادًا وتغطية انخفض مؤشر التنمية البشرية لعام 2010 إلى 169 دولة.

## قوائم دليل التنمية البشرية الخاصة بالدولة / المنطقة
- قائمة دول أفريقيا حسب مؤشر التنمية البشرية
- Argentine provinces  [لغات أخرى]‏
- Australian states  [لغات أخرى]‏
- Bolivian departments  [لغات أخرى]‏
- Brazilian states  [لغات أخرى]‏
- Canadian provinces and territories  [لغات أخرى]‏
- Chilean regions  [لغات أخرى]‏
- Chinese administrative divisions  [لغات أخرى]‏
- Colombian Departaments  [لغات أخرى]‏
- Ethiopian regions  [لغات أخرى]‏
- European countries  [لغات أخرى]‏
- German states  [لغات أخرى]‏
- قائمة الولايات والأقاليم الاتحادية الهندية حسب مؤشر التنمية البشرية
  - Tamil Nadu districts  [لغات أخرى]‏
- Indonesian provinces  [لغات أخرى]‏
- Iranian provinces  [لغات أخرى]‏
- قائمة محافظات العراق حسب مؤشر التنمية البشرية
- Italian regions  [لغات أخرى]‏
- Japanese prefectures  [لغات أخرى]‏
- Latin American countries  [لغات أخرى]‏
- Mexican states  [لغات أخرى]‏
- New Zealand regions  [لغات أخرى]‏
- Nigerian States  [لغات أخرى]‏
- Pakistani administrative units  [لغات أخرى]‏
- Philippine provinces  [لغات أخرى]‏
- قائمة مناطق فلسطين حسب مؤشر التنمية البشرية
- Polish voivodeships  [لغات أخرى]‏
- Russian federal subjects  [لغات أخرى]‏
- South African provinces  [لغات أخرى]‏
- Spanish communities  [لغات أخرى]‏
- Swiss regions  [لغات أخرى]‏
- UK countries and regions of England  [لغات أخرى]‏
- قائمة الولايات والمناطق الأمريكية حسب مؤشر التنمية البشرية (American Human Development Report (AHDR))
- ولايات فنزويلا

## انتقاد

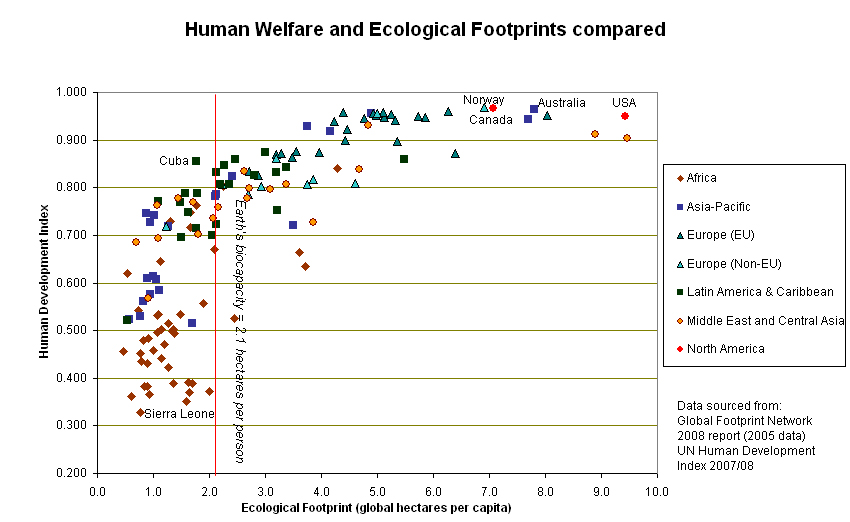
رسم بياني يوضح البصمات البيئية للدول إلى جانب مؤشر التنمية البشرية (مقياس لنوعية الحياة)

HDI مقابل البصمة البيئية تم انتقاد مؤشر التنمية البشرية لعدد من الأسباب، بما في ذلك عدم مراعاة التطور التكنولوجي أو المساهمات في الحضارة الإنسانية، والتركيز حصريًا على الأداء الوطني والترتيب، وعدم الاهتمام بالتنمية من منظور عالمي، وخطأ قياس الإحصاءات الأساسية، وبشأن التغييرات التي أجراها برنامج الأمم المتحدة الإنمائي في الصيغة التي يمكن أن تؤدي إلى تصنيف خاطئ للغاية في تصنيف البلدان ذات التنمية البشرية «المنخفضة» أو «المتوسطة» أو «العالية» أو «المرتفعة للغاية».